# 昂多尔赛姆
昂多尔赛姆（法語：Andolsheim，法語發音：[ɑ̃dɔlsaim] ⓘ）是法国上莱茵省的一个市镇，属于科尔马-里博维莱区。

## 地理
昂多尔赛姆（48°3'45"N, 7°25'1"E）面积11.6 平方千米，位于法国大東部大區上莱茵省，该省份为法国东部内陆省份，是阿尔萨斯的一部分，今与下莱茵省组成了阿尔萨斯欧洲集体，其北临下莱茵省，西接孚日省，西南接贝尔福地区省，东侧沿莱茵河与德国相望，南与瑞士接壤。
与昂多尔赛姆接壤的市镇（或旧市镇、城区）包括：孙多芬、奥尔堡-维尔、比什维尔、福奇维尔、维登索伦。
昂多尔赛姆的时区为UTC+01:00、UTC+02:00（夏令时）。

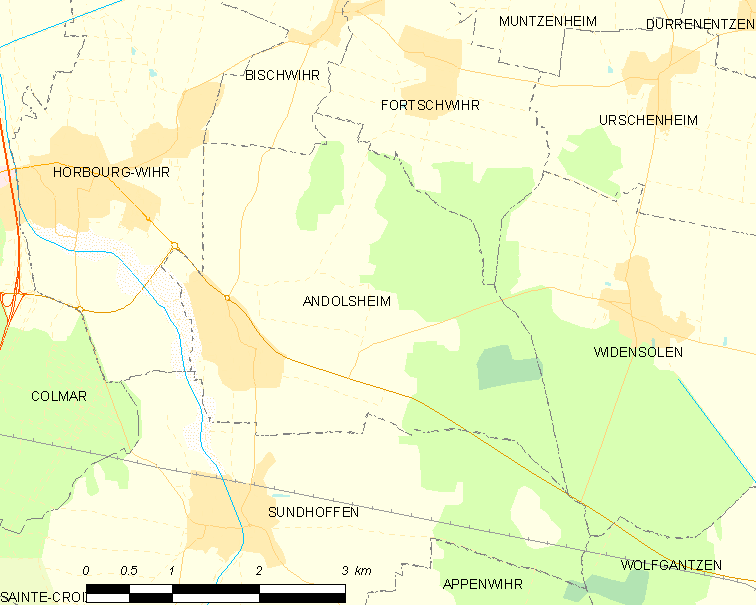
昂多尔赛姆的OSM定位图

## 行政
昂多尔赛姆的邮政编码为68280，INSEE市镇编码为68007。

## 政治
昂多尔赛姆所属的省级选区为科尔马第二县。

## 人口

1962-2008年间昂多尔赛姆人口变化图示

昂多尔赛姆于2022年1月1日时的人口数量为2196人。